# Abendstraße 5 (Magdeburg)

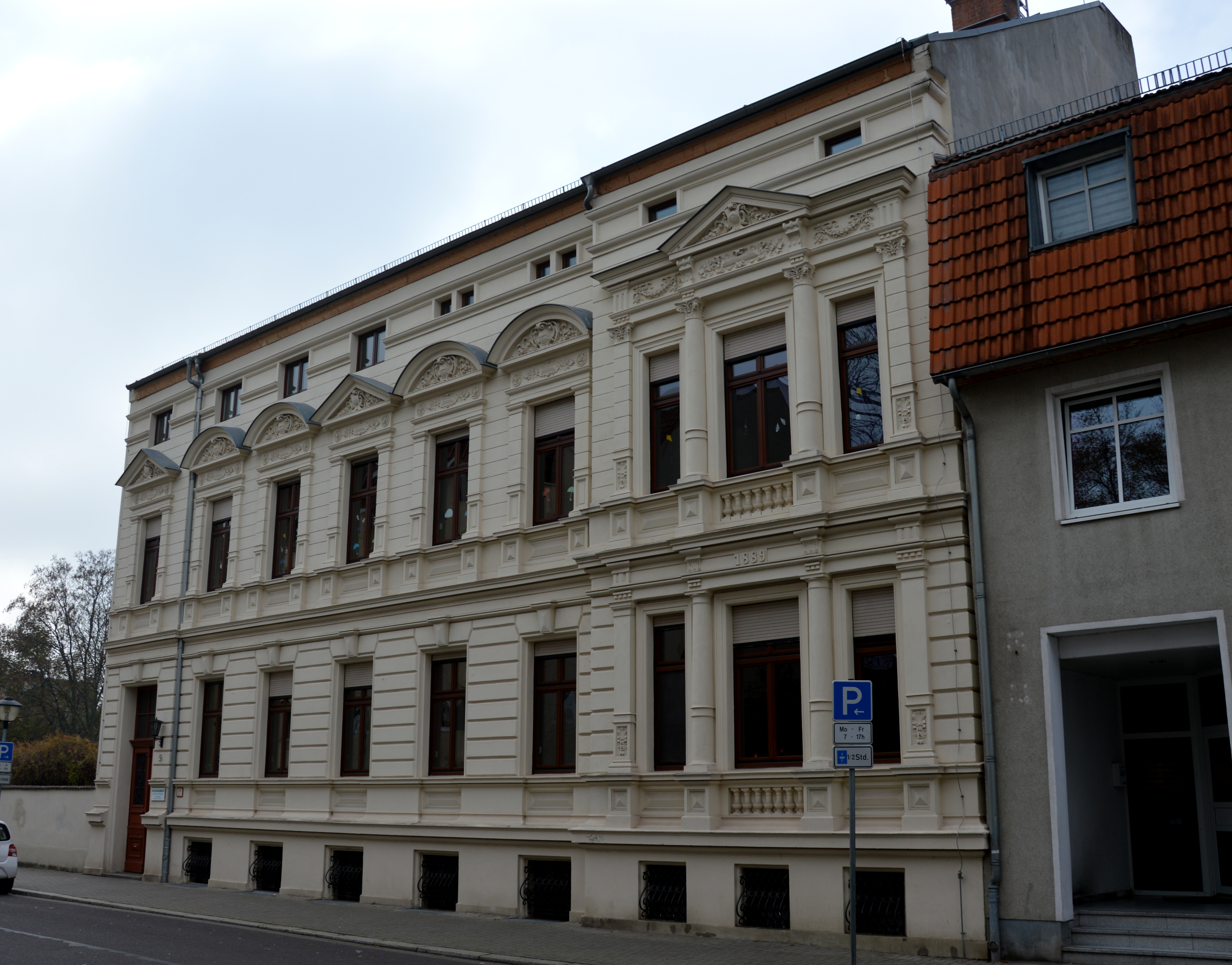
Gebäude Abendstraße 5 in Magdeburg

Das Gebäude Abendstraße 5 ist ein denkmalgeschütztes Wohnhaus in Magdeburg in Sachsen-Anhalt. Das Wohngebäude befindet sich auf der Westseite der Abendstraße im Magdeburger Stadtteil Neue Neustadt, unweit der Einmündung der Abendstraße in die Ankerstraße.

## Architektur und Geschichte
Das zweigeschossige Wohnhaus wurde im Jahr 1889 vom Maurermeister August Meurice für R. Martini und Proelfs errichtet. Das verputzte Gebäude entstand im Stil italienischer Palazzi der Renaissance. Der repräsentative neunachsige Bau verfügt über ein Mezzaningeschoss. An der Fassade des Erdgeschosses befindet sich eine Rustizierung. Die Fensteröffnungen des Obergeschosses sind mit Segment- und Dreiecksgiebeln versehen. Die äußere linke Achse tritt als flacher Risalit leicht hervor und enthält den Hauseingang. Auf der rechten Seite besteht ebenfalls ein flacher Seitenrisalit, der sich jedoch über drei Achsen erstreckt und mit Halbsäulen und Pilastern verziert ist. Unterhalb des mittleren Fensters bestehen Baluster. Bekrönt wird dieser Seitenrisalit mit einem an eine Attika erinnernden Dreiecksgiebel.
Das Gebäude gilt als Relikt der gründerzeitlichen Bebauung der Neuen Neustadt.
Im örtlichen Denkmalverzeichnis ist das Wohnhaus unter der Erfassungsnummer 094 76663  als Wohnhaus verzeichnet.